# SEXY BOY ~소요카제니 요리솟테~
SEXY BOY ~소요카제니 요리솟테~(SEXY BOY 〜そよ風に寄り添って〜 섹시 보이 ~산들바람에 기대~[*])는 2006년 3월 15일에 발매된 모닝구무스메의 스물아홉 번째 싱글이다.

## 개요
- 봉입된 〈SEXY BOY ~산들바람에 기대~ 댄스대 해부!!〉의 안무 해설은 다나카 레이나를 모델로한 일러스트이다.

- 양손 집게 손가락으로 하늘을 가리키는 "上上 (우에우에)" 댄스가 특징적이다.

## 수록곡
1. SEXY BOY ~そよ風に寄り添って~
작사, 작곡 : 층쿠 / 편곡 : 다카하시 유이치
2. チャンス チャンス ブギ
작사, 작곡 : 층쿠 / 편곡 : 다카하시 유이치
3. SEXY BOY ~そよ風に寄り添って~ (Instrumental)

## 참여 뮤지션
※괄호는 트랙 번호
- 다카하시 유이치 - 프로그래밍, 기타 (1, 2)
- 다케우치 히로아키 - 코러스 (1)
- 층쿠♂ - 코러스 (1)
- CHINO - 코러스 (2)

## 차트
- 주간최고순위 4위 (오리콘 차트)